# Aristareta
Aristarete o Aristareta (en griego antiguo: Ἀρισταρέτη) fue una pintora griega antigua. Se sabe poco sobre ella, incluido dónde y cuándo vivió.
Aunque no se sabe que exista ninguna de sus obras, la Historia Natural de Plinio el Viejo contiene una mención de que ella representa a Asclepio, el dios griego de la medicina.  Plinio incluye a Aristartete en una lista de seis artistas femeninas griegas antiguas, entre las que se encuentran Timarete, Irene y Calipso. Son mencionadas más adelante en De mulieribus claris de Boccaccio.
También escribe que Aristartete fue entrenada por su padre, Nearcos.

## Relato de Plinio
La edición estándar de Teubner de la Historia Natural de Plinio el Viejo menciona a la pintora Calipso en el siguiente pasaje del capítulo 147 de su libro 35: 
Pinxere et mulieres: Timarete, Miconis filia, Dianam, quae in tabula Ephesi est antiquissimae picturae; Irene, Cratini pictoris filia et discipula, puellam, quae est Eleusine, Calipso, senem et praestigiatorem Theodorum, Alcisthenen saltatorem; Aristarete, Nearchi filia et discipula, Aesculapium.